# Astragalus gudrunensis
Astragalus gudrunensis es una especie de planta del género Astragalus, de la familia de las leguminosas, orden Fabales.

## Distribución
Astragalus gudrunensis se distribuye por Irak e Irán.

## Taxonomía
Fue descrita científicamente por Boiss. & Haussk. ex Boiss. Fue publicada en Fl. Orient. [Boissier] 2: 462.